# Ballycastle (comté de Mayo)
Pour les articles homonymes, voir Ballycastle.
Ballycastle (en irlandais : Baile an Chaisil) est un village du comté de Mayo en Irlande, situé au nord-ouest de Ballina, près de la côte nord de Mayo dans l'ouest de l'Irlande.
Sa partie nord est exposée à l'océan Atlantique, à l'ouest se trouvent les « Stags of Broadhaven » (des pierres vieilles de 600 millions d'années), à l'est, la baie de Killala, et au sud les villes de Crossmolina et Ballina. Ballycastle a une histoire datant d'au moins 5 000 ans avec des traces évidentes de modes de vie anciens au « Céide Fields » où un musée a été construit.